# Acrocomia
Acrocomia – rodzaj roślin z rodziny arekowatych (Arecaceae). Obejmuje w zależności od ujęcia od 4 do ok. 20 gatunków występujących w tropikach Ameryki Południowej i Środkowej. Wiele gatunków uprawianych jest jako rośliny ozdobne. Oleje roślinne uzyskiwane są z dwóch gatunków – A. mexicana i A. totai.

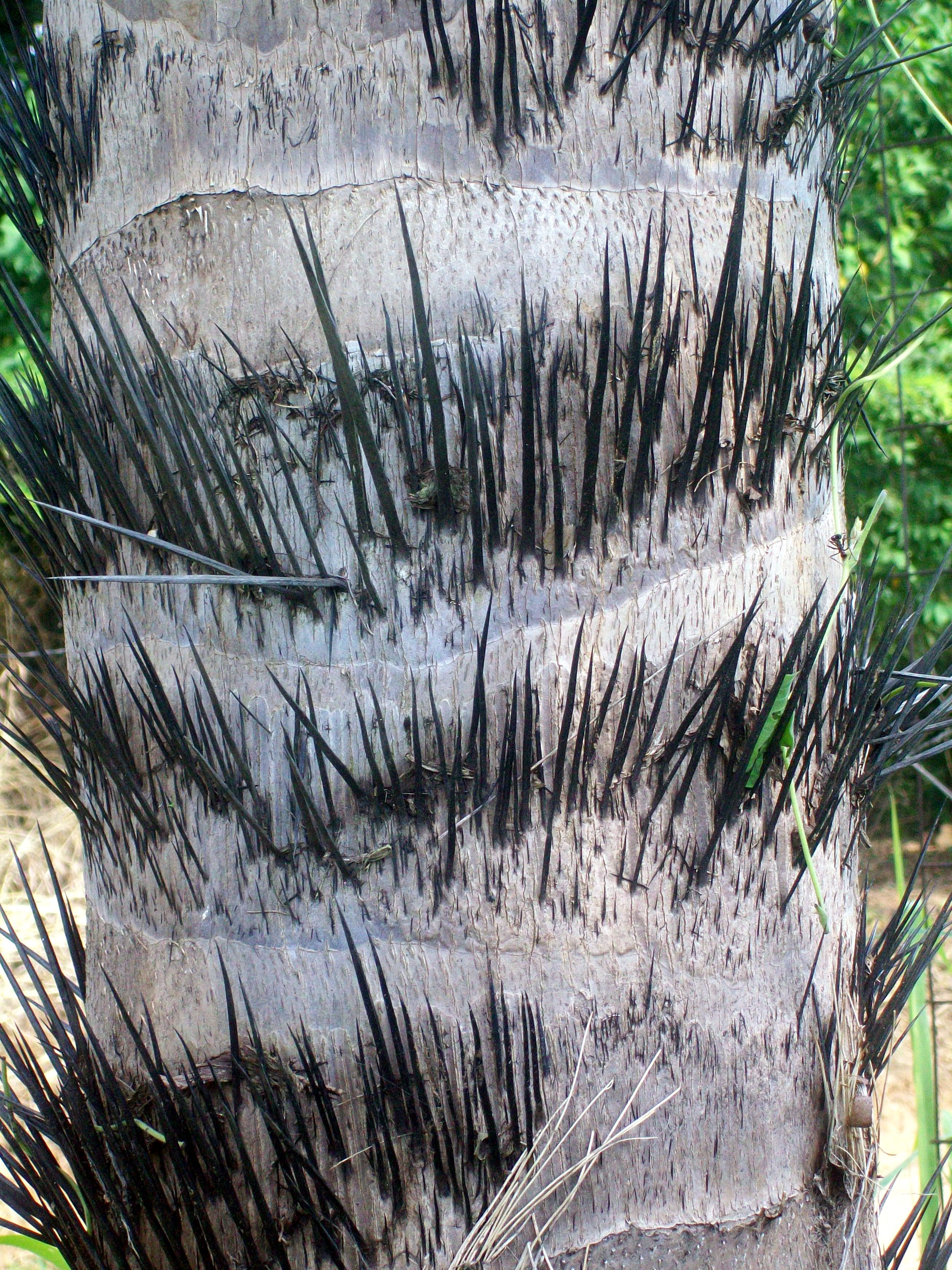
Pień Acrocomia aculeata

## Systematyka
Pozycja systematyczna według Angiosperm Phylogeny Website (aktualizowany system APG III z 2009)
Należy do rodziny arekowatych (Arecaceae), rzędu arekowce (Arecales), kladu jednoliścienne (monocots) w obrębie kladu okrytonasiennych.
W obrębie arekowatych należy do podrodziny Arecoideae, plemienia Cocoseae.
Wykaz gatunków
- Acrocomia aculeata (Jacq.) Lodd. ex Mart.
- Acrocomia crispa (Kunth) C.F.Baker ex Becc.
- Acrocomia hassleri (Barb.Rodr.) W.J.Hahn
- Acrocomia media O.F.Cook